# Daring Club Virunga
 (décembre 2008).
Si vous disposez d'ouvrages ou d'articles de référence ou si vous connaissez des sites web de qualité traitant du thème abordé ici, merci de compléter l'article en donnant les références utiles à sa vérifiabilité et en les liant à la section « Notes et références ».
Maillots
Actualités
Le Daring Club Virunga est un club congolais de football basé à Goma, en république démocratique du Congo.

## Histoire
Le DC Virunga est fondé en 1964.

## Palmarès
- Coupe de RD Congo
  - Finaliste : 2008

- LIFNOKI
  - Champion : 2006, 2008[3], 2010, 2016

## Aspects juridiques et économiques

### Éléments comptables
Le tableau ci-dessous résume les différents budgets prévisionnels du DC Virunga saison après saison.
| Saison | 2023-2024 | 2024-2025 |
| Budget | 321,8 K$  | 350 K$    |

### Transferts
| Ce tableau contient les ventes records du club |       |        |         |             |
| Rang                                           | Année | Joueur | Montant | Destination |
| 1er                                            |       |        |         |             |
| 2e                                             |       |        |         |             |
| 3e                                             |       |        |         |             |
| 4e                                             |       |        |         |             |
| 5e                                             |       |        |         |             |
| 6e                                             |       |        |         |             |
| 7e                                             |       |        |         |             |
| 8e                                             |       |        |         |             |
| 9e                                             |       |        |         |             |
| 10e                                            |       |        |         |             |

| Ce tableau contient les achats records du club |       |        |         |             |
| Rang                                           | Année | Joueur | Montant | Destination |
| 1er                                            |       |        |         |             |
| 2e                                             |       |        |         |             |
| 3e                                             |       |        |         |             |
| 4e                                             |       |        |         |             |
| 5e                                             |       |        |         |             |
| 6e                                             |       |        |         |             |
| 7e                                             |       |        |         |             |
| 8e                                             |       |        |         |             |
| 9e                                             |       |        |         |             |
| 10e                                            |       |        |         |             |

### Sponsors et équipement

#### Sponsors
- 2023- :  Unga

## Personnalité du club
| Nom                     | Poste          |
| ----------------------- | -------------- |
| Patrick Munyomo         | Président      |
| Dieudonné Mboni Mulomba | Vice-Président |

| Nom                | Poste      |
| ------------------ | ---------- |
| Aruna Hererimana   | Entraîneur |
| Djumaine Niyonkuru | Adjoint    |

### Anciens joueurs
- Patiyo Tambwe
- Janvier Besala Bokungu

### Présidents
- 199?-2009 :  Antoine Musanganya Lubonge[6],[7]
- 2012- :   Jason Lunemo[8]
- 2018-2020 :  Bezo Malekera[9],[10]
- 2020 :  Patrick Mundeke[11]
- 2020-2021 :  Claude Kifutwe (Intérim)
- 2022- :  Patrick Munyomo[12]

### Entraîneurs
- Piémont Kambere
- 2016 :  Abdoul Bizimana Beken[13]
- 2016 :  Todet Mbweki Farini[14],[15]
- 2017 :  Pitchen Bajope[16]
- 2018 :  Addy Bukaraba[17],[18],[19]
- 2018 :  Djumaine Niyonkuru[20],[21]
- 2022 :  Mitterand Nsenzele[22],[23]
- 2023-2024 :   Todet Mbweki Farini[24]
- 2024:  John Birindwa Cirongozi[25]
- 2024- :   Aruna Harerimana[26]